# Grazia Nidasio
Grazia Nidasio (née à Milan le 9 février 1931 et morte à Certosa di Pavia le 24 décembre 2018) est une autrice de bande dessinée italienne qui a collaboré durant une quarantaine d'années à l'hebdomadaire jeunesse Corriere dei Piccoli. 
Elle est connue pour avoir créé les séries Valentine Pomme Verte (it) (1968-1976), consacrée à la vie d'une adolescente et de ses amis, et Stefi (it) (1976-1992), consacrée à la vie d'une petite fille et sa famille, toutes deux partiellement traduites en français.

## Biographie
Grazia Nidasio née à Milan en 1931, après le lycée artistique et l'Accademia di Brera, elle collabore pendant quatre décennies avec Corriere dei Piccoli en tant que dessinateur, puis en tant qu'éditeur. Reconnu comme "le chef de la bande dessinée italienne", elle a créé ou conçu divers personnages tels que Scaramacai, Violante, Dr Oss, Nicoletta, Valentina Mela Verde et sa sœur Stefi, et le protagoniste de Piccolo Mugnaio Bianco de la campagne publicitaire Mulino Bianco; avec la bande dessinée Valentina Mela Verde, elle remporte le Prix Yellow-Kid, prix du meilleur dessinateur, en 1972.
Elle a collaboré à divers titres, entre autres avec Mondadori, Einaudi Ragazzi, Salani, Cartacanta, L'univers de la maison d'édition, El Pays, Smemoranda. Son style graphique, au trait fluide et élégant, enrichi par l’utilisation de la couleur et des vignettes non emprisonnées dans des motifs fixes, est indéniable et a un impact visuel très agréable. De 1984 à 1987, elle est présidente de l'association des illustrateurs de Milan. De 2000 à 2008, elle est présidente du syndicat des secteurs de la bande dessinée, de l'illustration et de l'animation SILF. Ses personnages sont connus et traduits dans de nombreux pays, notamment en France, en Argentine et au Brésil.
Elle est décédée le 24 décembre 2018 à Certosa di Pavia, où elle a vécu longtemps.

## Prix et distinctions
- 1972 : Prix Yellow-Kid, catégorie Dessinateur italien
- 1982 : (international) « Honour List »[5] de l' IBBY pour Ciao! Sono sempre io la - Stefi
- 2013 : Prix Micheluzzi, catégorie Prix du patrimoine, pour Valentina Mela Verde, t. 4